# Mars 2014
Mars 2014 est le 3e mois de l'année 2014.

## Évènements
- Crise de Crimée entre l'Ukraine et la Russie.
- 1er mars :
  - Attentat de la gare de Kunming en Chine ;
  - Le gouvernement Ibrahim Mahlab entre en fonction en Égypte.
- 2 mars : la Classique héritage de la LNH se déroule à Vancouver en Colombie-Britannique, au Canada.
- 3 mars au 20 mars : Procès d'Oscar Pistorius en Afrique du sud.
- 4 mars : démission du Premier ministre estonien Andrus Ansip.
- 5 mars : la première ministre du Québec de la province canadienne, Pauline Marois annonce des élections générales pour le 7 avril 2014.
- 7 au 9 mars : 15e édition des Championnats du monde d'athlétisme en salle à Sopot, en Pologne.
- 7 au 16 mars : Jeux paralympiques d'hiver de 2014 à Sotchi en Russie.
- 8 mars : disparition du vol 370 Malaysia Airlines dans l'océan Indien. L'appareil et les victimes n'ont toujours pas été retrouvés.
- 9 mars :
  - Élections législatives en Colombie ;
  - Second tour de l'élection présidentielle au Salvador, Salvador Sánchez Cerén est élu.
- 11 mars : Michelle Bachelet entame un second mandat à la présidence de la République du Chili.
- 12 mars : en Turquie, des centaines de milliers de personnes sortent dans les rues pour les funérailles de Berkin Elvan.
- 16 mars :
  - Référendum d'autodétermination en Crimée (Ukraine) ;
  - Élections législatives en Serbie.
- 18 mars : à la suite du référendum du 16 mars, le gouvernement russe annonce que la république de Crimée et la ville de Sébastopol, anciennement ukrainiennes, deviennent deux nouveaux sujets fédéraux de la fédération de Russie.
- 20 mars : attaque de l'hôtel Serena à Kaboul en Afghanistan.
- 21 mars :
  - L’Ukraine signe le volet politique du Partenariat oriental avec l’Union européenne.
  - Le conseil de la fédération, chambre haute du Parlement russe, ratifie à l'unanimité l'annexion de la Crimée[1].
- 22 mars : élections législatives aux Maldives.
- 23 et 30 mars : élections municipales en France.
- 24 mars : plus de 500 Frères musulmans sont condamnés à mort en Égypte[2].
- 24 et 25 mars : sommet international sur la sécurité nucléaire et sommet spécial du G7 à La Haye (Pays-Bas).
- 24 au 30 mars : Championnats du monde de patinage artistique à Saitama, au Japon.
- 28 mars : le Norvégien Jens Stoltenberg, est élu secrétaire général de l'OTAN.
- 29 mars : second tour de l'élection présidentielle en Slovaquie, Andrej Kiska est élu.
- 30 mars : élections municipales en Turquie.
- 31 mars : Manuel Valls est nommé Premier ministre français en remplacement de Jean-Marc Ayrault.

## Sources
1. ↑  LeMonde.fr, 21 mars 2014
2. ↑  LeMonde.fr, 24 mars 2014